# Rio Spree

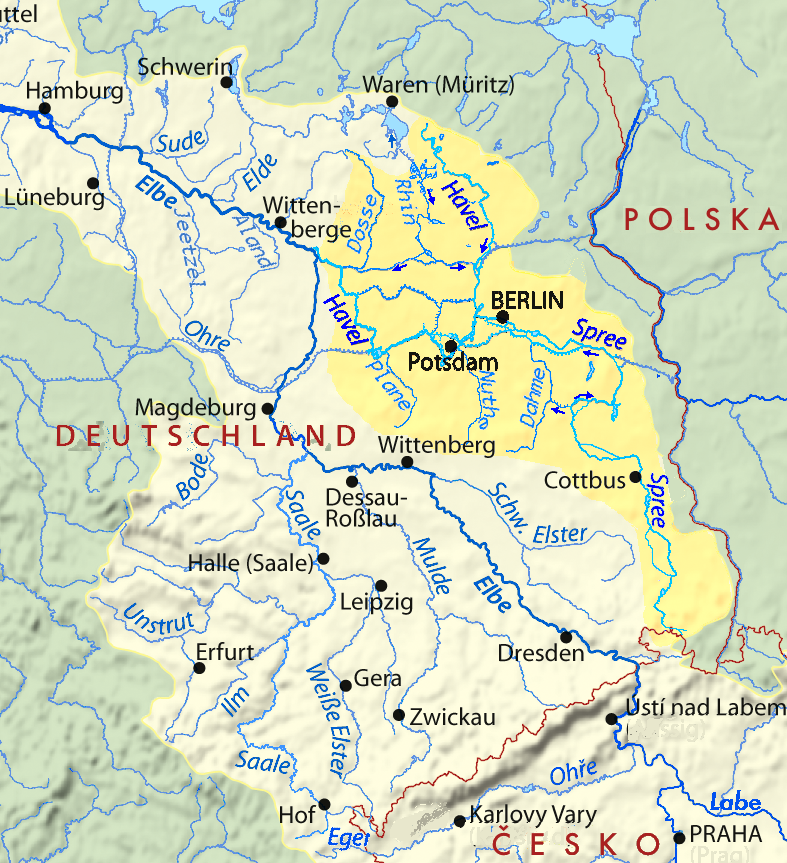
O curso do Spree

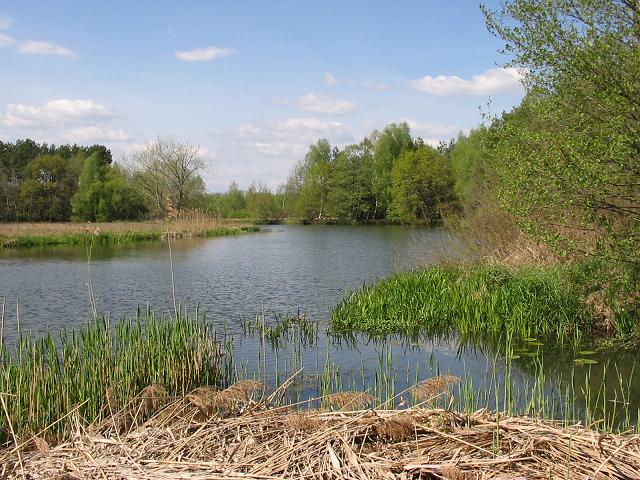
Enchente no Spree perto de Lübben

Spree (em alemão:  Spree, em tcheco/checo:  Spréva) ou, na sua forma portuguesa, Espreia é um rio da Alemanha e Chéquia. É afluente do rio Havel, no leste da Alemanha e banha a capital alemã, Berlim. 

## Etimologia
A palavra Spree tem sua raiz no eslavo zpriav, zspriawa  ou ainda spiawe, o que poderia ser traduzido como rio dos Sórbios, a partir do povo eslavo que vive ainda hoje na parte inicial (mais alta) do rio, os Sórbios.

## Geografia
O Spree tem um comprimento de cerca de 400 km, dos quais 182 km são navegáveis. Sua bacia hidrográfica estende-se por 10 105 km². O rio tem sua nascente no Land de Saxe, perto da fronteira com a Chéquia, define em cerca de 500 m uma curta secção da fronteira Alemanha-Chéquia a sul de Oppach, atravessa Brandemburgo e Berlim e se junta ao rio Havel pela margem direita perto de Spandau.

## Cidades
A lista das cidades atravessadas pelo Spree inclui Bautzen, Spremberg, Cottbus, Lübbenau, Lübben, Fürstenwalde e Berlim.

## Curiosidades
- No verão de 2003 observou-se que o Spree corria no sentido inverso do normal na zona de Köpenick. (Fonte)